# Teresa Torres
Teresa Torres es una paleontóloga chilena conocida por su trabajo enlazando fósiles antárticos a aquellos encontrados en la Patagonia chilena. Es profesora en la Universidad de Chile, y fue una de las primeras chilenas en estudiar bosques petrificados en la Antártica.

## Primeros años y educación
Creció en Santiago. Se graduó como profesora de física en la Universidad de Santiago (Chile) y después siguió sus estudios de posgrado en física en la Universidad de Rennes (Francia). Posteriormente, completó un doctorado en paleobotánica en la Universidad Claude Bernard en Lyon (Francia).

## Carrera e impacto
Torres ha sido profesora en la Universidad de Chile desde 1971. Fue una pionera  de las chilenas que trabajan en Antártica. Torres ha dirigido proyectos para investigar las conexiones entre Patagonia y la península antártica a través del estudio de plantas y animales fosilizados. Ella descubrió hojas fosilizadas de 200 millones de años en Antártica, las cuales parecen similares a las coníferas del sur de Chile. Ha participado en alrededor de 20 expediciones a la Antártica.
Además de artículos revisados por pares académicos, Torres también ha escrito libros sobre Antártida y guías paleobotánicas populares. Fue miembro fundador  de la Asociación Chilena de Paleontología.